# Petra Felke
Pour les articles homonymes, voir Felke.
Petra Felke ou Petra Felke-Meier (née le 30 juillet 1959 à Saalfeld) est une athlète allemande spécialiste du lancer du javelot qui s'est illustrée en remportant la médaille d'or des Jeux olympiques de 1988 ainsi que deux médailles d'argent lors des Championnats du monde d'athlétisme. Elle a par ailleurs amélioré à quatre reprises le record du monde de la discipline, devenant en 1988 la première femme à lancer le javelot à plus de 80 mètres.

## Carrière sportive

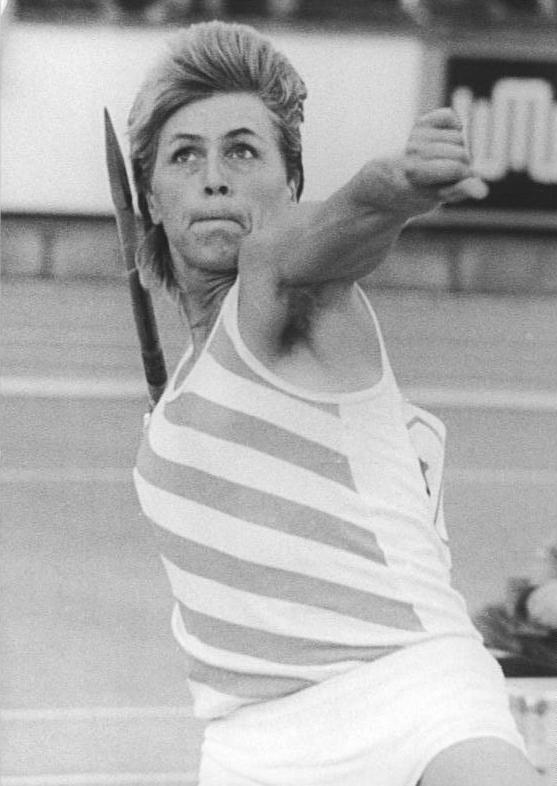
Petra Felke en juin 1988 à Iéna durant les phases de qualification olympique

Licenciée au SC Motor Jena, Petra Felke s'illustre dès le milieu des années 1980 en remportant le titre de Championne d'Allemagne de l'Est du lancer du javelot entre 1984 et 1989. Le 4 juin 1985, lors du meeting de Schwerin, elle améliore à deux reprises le record du monde de la discipline, réalisant successivement 75,26 m et 75,40 m. L'année suivante, elle termine deuxième des Championnats d'Europe de Stuttgart, derrière la Britannique Fatima Whitbread qui s'empare à l'occasion de son record mondial (73,32 m). De nouveau devancée par Whitbread lors des Championnats du monde 1987 de Rome, Felke établit lors du meeting de Leipzig, le 29 juillet 1987, une nouvelle meilleure marque mondiale avec 78,90 m.
Le 9 septembre 1988, Petra Felke devient la première femme au monde à lancer le javelot au-delà des 80 mètres, en réalisant 80,00 m tout juste lors du meeting de Potsdam. Quelques jours plus tard, elle remporte le concours des Jeux olympiques de 1988 à Séoul, devançant son éternelle rivale Fatima Whitbread, et établissant un nouveau record olympique en 74,68 m. En 1989, elle remporte pour l'Allemagne de l'Est l'épreuve du lancer du javelot de la Coupe du monde des nations de Barcelone.
Elle remporte une nouvelle médaille d'argent lors des Championnats du monde 1991 de Tokyo, terminant à 10 cm seulement de la Chinoise Xu Demei.

## Records du monde

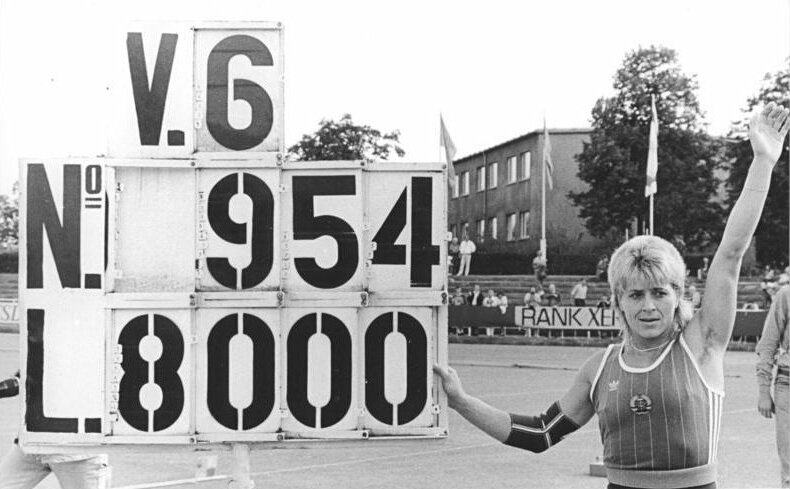
Petra Felke porte le record du monde du lancer du javelot à 80.00 m en 1988

- 75,26 m (Schwerin, 4 juin 1985)
- 75,40 m (Schwerin, 4 juin 1985)
- 78,90 m (Leipzig, 29 juillet 1987)
- 80,00 m (Potsdam, 9 septembre 1988)

## Palmarès
| Date | Compétition                | Lieu      | Résultat | Performance |
| ---- | -------------------------- | --------- | -------- | ----------- |
| 1981 | Coupe du monde des nations | Rome      | 2e       | 66,60 m     |
| 1982 | Championnats d'Europe      | Athènes   | 7e       | 65,56 m     |
| 1983 | Championnats du monde      | Helsinki  | 9e       | 62,02 m     |
| 1985 | Coupe du monde des nations | Canberra  | 2e       | 66,22 m     |
| 1986 | Championnats d'Europe      | Stuttgart | 2e       | 72,52 m     |
| 1987 | Championnats du monde      | Rome      | 2e       | 71,76 m     |
| 1988 | Jeux olympiques            | Séoul     | 1re      | 74,68 m     |
| 1989 | Coupe du monde des nations | Barcelone | 1re      | 70,32 m     |
| 1990 | Championnats d'Europe      | Split     | 3e       | 66,56 m     |
| 1991 | Championnats du monde      | Tokyo     | 2e       | 68,68 m     |
| 1992 | Jeux olympiques            | Barcelone | 7e       | 59,02 m     |